# محمد مسلم بن حم العامري
الشيخ الدكتور محمد بن مسلم بن حم العامري رجل أعمال إماراتي، وعضو المجلس الوطني الاتحادي السابق، ونائب الأمين العام لمنظمة أمسام التابعة للأمم المتحدة، وعضو المجلس البلدي في مدينة العين، ويشغل منصب نائب رئيس  مجلس إدارة مجموعة بن حم  بالإمارات 

## مولده ونشأته
- ولد في 11 يناير 1972م بمدينة العين وهي إحدى المدن التابعة لإمارة أبوظبي، وينحدر من عائلة يعرف عنها اهتمامها بجميع المجالات السياسية والاقتصادية والاجتماعية والتراثية وغيرها، فوالده الشيخ مسلم سالم بن حم العامري، أحد الشخصيات الذين شاركوا في العديد من المشروعات التنموية بأبوظبي والعين.. أما جده الشيخ سالم بن حم، من أوائل الذين وقفوا بجوار الشيخ زايد بن سلطان آل نهيان، مؤسس البلاد أثناء حكمه لمدينة العين ومن ثم توليه حكم أبوظبي وكذلك أثناء مفاوضات الاتحاد بين الإمارات السبع، رافق سالم بن حم الشيخ زايد منذ صباه، شهد معه قسوة الماضي وعظمة الحاضر، وفي الفترتين بكل امتدادها الزمني، اكتسب سالم بن حم مرتكزات أساسية في بنائه الشخصي وتجربة حياته.. وشارك أيضاً في وضع لبنات الجهات المعنية بأمن أبوظبي مما جعله موضع احترام وتقدير كبيرين من المؤسس الشيخ زايد بن سلطان آل نهيان.
- سافر الدكتور الشيخ محمد، إلى الولايات المتحدة الأمريكية للحصول على درجة الماجستير من جامعة Grand Canyon، وفي عام  2008 حصل على درجة الدكتوراة من جامعة Kent البريطانية.
- اتجه إلى مجال المال والأعمال في عام 2005، ليعمل في منصب نائب رئيس مجلس إدارة «مجموعة بن حم» والتي تعد من المجموعات الاقتصادية الوطنية الرائدة، وفي عام 2011 تم انتخابه ليكون عضواً بالمجلس الوطني الاتحادي، وفي عام 2012 تم اختياره ليكون أحد الأعضاء المؤسسين لجمعية «كلنا الإمارات».

## المجلس الوطني الاتحادي
- في عام 2011 أُنتخب الشيخ الدكتور محمد مسلم سالم بن حم العامري من أبناء إمارة أبوظبي، عضوًا في المجلس الوطني الاتحادي، ونجح عند دخوله إلى قبة المجلس الوطني الاتحادي في اعتماد آليات وقرارات عملت على تذليل كافة الصعوبات والعقبات التي قد تواجه أبناء الإمارات، وحمل تطلعات أبناء وطنه كمسؤولية وأمانة عظيمة وعبء ثقيل وتكليف وطني، وشارك في الندوات الفكرية والبرامج التلفزيونية وإجراء الحوارات الصحفية وغير ذلك من مختلف الوسائل والمناسبات التي تكرس في الواقع المسؤولية السياسية له كنائب.

## مؤلفاته
- كتاب «الإمارات العربية المتحدة.. الحكم الرشيد» عام 2012.
- كتاب «الشورى في الإمارات»، عام 2015 وهو عرض تحليلي للتجربة الإماراتية في الالتزام بالشورى نهجًا للحكم واسلوباً للحياة منذ القدم.